# Нобелівські лауреати — вихідці з України

Центр громадянських свобод — перший і єдиний лавреат Нобелівської премії в історії України

Згідно із заповітом Альфреда Нобеля премії присуджують видатним ученим світу за найважливіші відкриття у фізиці, хімії, фізіології та медицині, літературі. Пізніше (у 1969 році) також була заснована премія Шведського центрального банку з економічних наук на честь Альфреда Нобеля.
Серед лавреатів Нобелівської премії поки що немає осіб з українським громадянством. Зокрема й через те, що тривалий час Україна була колонією різних держав, як от Російської та Австро-Угорської імперій та Речі Посполитої, де не вітався, а, часто, і відкрито заборонявся розвиток української культури, науки та літератури.
Першим і наразі єдиним лавреатом в незалежній Україні є правозахисна організація Центр громадянських свобод (премія миру 2022 року). Крім того серед нобелівських лавреатів є вчені, письменники, діячі культури, які народилися, зростали чи жили і працювали в Україні або ж мали українське походження.

## Лауреати

### Представники незалежної України
- Центр громадянських свобод — правозахисна організація оголошена лауреатом Нобелівської премії миру 2022 року разом із білоруським правозахисником Олесем Біляцьким та російською організацією Меморіал. В офіційній заяві фонду було зазначено: «Лавреати представляють громадянське суспільство цих країн. Вони протягом багатьох років пропагували право критикувати владу та захищати основні права громадян. Вони доклали багато зусиль, щоб задокументувати воєнні злочини, порушення прав людини та зловживання владою. Разом вони демонструють важливість громадянського суспільства для миру та демократії»[2].

Центр Громадянських Свобод здійснює моніторинг та аналіз законопроєктів на відповідність стандартам дотримання прав людини, провадить громадський контроль над діями правоохоронних органів, судів та місцевої влади, над розслідуванням злочинів, вчинених під час Євромайдану, займається документуванням політичних переслідувань у тимчасово окупованому Криму, фіксацією порушень прав людини та воєнних злочинів на Донбасі, просвітництвом у сфері прав людини та демократії, програмами міжнародної солідарності тощо.

У своїй промові, виголошеній 10 грудня 2022 року у головній залі Ратуші Осло, голова організації Олександра Матвійчук заявила:
|  | Люди в Україні як ніхто хочуть миру. Але мир не настає, коли країна, на яку напали, складає зброю. Тоді це не мир, а окупація. Ми знаходили тіла цивільних людей на вулицях та подвір’ях їхніх будинків після звільнення Бучі. Ці люди не мали зброї взагалі. Потрібно перестати маскувати відкладені воєнні загрози під «політичні компроміси». Демократичний світ звик до поступок диктатурам. І тому така важлива готовність українського народу протистояти російському імперіалізму. Ми не залишимо людей на окупованих територіях на смерть та тортури. Життя людей не може бути «політичним компромісом». Боротися за мир – це не піддаватися на тиск агресора, а захищати людей від його жорстокості. |

### Народилися в Україні
На території сучасної України народилися шестеро майбутніх Нобелівських лауреатів:
- Ілля Мечников (1845—1916) — мікробіолог, ембріолог, зоолог та імунолог україно-єврейсько-молдавського походження. Прізвище Мечников є русифікованим варіантом українського прізвища Спадаренко (від староукраїнського «спадар» — меч), що носив його прадід. Народився у с. Іванівка-Панасівка Куп'янського повіту на Харківщині. Емігрував до Франції через переслідування імперської влади за українофільські настрої. 1908 року Іллі Мечникову разом із німецьким ученим Паулем Ерліхом було присуджено Нобелівську премію — «за праці з імунітету».

- Зельман Ваксман (1888—1973) — американський вчений, вихідець із с. Нова Прилука Липовецького повіту Київської губернії (тепер Вінницька область). Нобелівська премія 1952 року в галузі фізіології та медицини — «за відкриття стрептоміцину — першого антибіотика, ефективного при лікуванні туберкульозу».

- Шмуель Йосеф Аґнон (справжнє прізвище Чачкес) (1888—1970) — народився у місті Бучачі на Тернопільщині, у заможній і освіченій єврейській родині. За два найвідоміші романи — «Весільний балдахін» і «Нічний гість» — 1966 року йому було присуджено Нобелівську премію в галузі літератури (разом із Неллі Закс) — «за глибоко оригінальну й майстерну прозу за мотивами життя єврейського народу».

- Роалд Гоффман (*1937) — народився в Золочеві в родині випускника Львівської політехніки інженера Гілеля та вчительки Клари Сафран. Лауреат Нобелівської премії 1981 року «за розробку теорії протікання хімічних реакцій», що значно розширює можливості для планування хімічних експериментів. Саме йому належать слова «Україно, обітована земле мого серця!»

- Георгій Харпак (Жорж Шарпак) (1924—2010) — французький фізик, родом із Дубровиці на Рівненщині (народився в єврейській родині). Його вважають одним із найталановитіших учених-експериментаторів. Лауреат Нобелівської премії з фізики 1992 року за «винахід та вдосконалення детекторів частинок, особливо багатопровідної пропорційної камери».

- Світлана Алексієвич (н. 1948) — білоруська російськомовна письменниця, народилась у Станіславі (нині Івано-Франківськ) в сім'ї білоруса та українки. Лауреатка Нобелівської премії з літератури 2015 року «за поліфонічні тексти, що є монументом страждання і хоробрості в наш час».

### Народилися на українській етнічній території
- Ісидор Рабі (1898—1988) — американський вчений-фізик, що народився на Лемківщині, у місті Риманеві (тепер — Польща). Одержав Нобелівську премію 1944 року «за резонансний метод вимірювання магнітних властивостей атомних ядер».
- Семен Кузнець (1901—1985) — виходець із Пінська, що до 1922 року входив до складу України. За національністю навпіл українець. Навчався у Харкові. 1971 року «за емпірично обґрунтоване тлумачення економічного зростання, яке привело до нового, глибшого розуміння як економічної та соціальної структур, так і процесу розвитку» Саймону Кузнецю присудили Нобелівську премію з економіки.

- Менахем Беґін (1913—1992) — 7-й прем'єр-міністр Ізраїлю (1977—1983), лауреат Нобелівської премії миру 1978. Народився в сім'ї секретаря єврейської громади у Бересті (українська етнічна територія, нині на території Білорусі).

### Нобелівські лауреати, що вчилися чи працювали в Україні
- Іван Бунін (1870—1953) — жив і одружився вперше в Одесі, жив у Полтаві. Разом більше 14 років Бунін прожив безпосередньо на території сучасної України. Значну частину життя письменник провів на українських етнічних землях північної Слобожанщини (дитячі роки - у родинному маєтку в м. Богучарі Воронезької губернії). Відчував безперервний зв'язок з Україною та її мешканцями, про що зазначав неодноразово. Володів українською мовою. Перекладав твори з інших мов, зокрема з української. Премія 1933 року з літератури «За строгу майстерність, із якою він розвиває традиції російської класичної прози».

- Ігор Тамм (1895—1971) — дитинство і юність пройшли у Єлисаветграді (зараз — Кропивницький), де вчений закінчив гімназію; викладав у Одеському політехнічному університеті та у Таврійському університеті, у якому також навчався. Отримав Нобелівську премію в галузі фізики 1958 року разом із Іллею Франком та Павлом Черенковим «за відкриття і тлумачення ефекту Вавілова — Черенкова».

- Лев Ландау (1908—1968) викладав у Українському фізико-технічному інституті та у Харківському університеті. Отримав Нобелівську премію в галузі фізики 1962 року «за піонерські теорії конденсованих середовищ, особливо теорії рідкого гелію».

## Номінанти
Чимало українців та вихідців з України було номіновано на здобуття Нобелівської премії, але з різних причин нагороду вони не отримали. Процес відбору кандидатур має кілька стадій, але оскільки інформацію про вибір лавреатів відкривають лише через 50 років після нагородження, точно встановити, яка з поданих кандидатур реально претендувала на Нобелівську премію можливо лише до 1974 року.

### Представники України (з 1991 року)
- Віктор Ющенко (2005). Кандидатуру Президента України разом із президентом Грузії Міхеілом Саакашвілі подали двоє впливових тоді американських сенатори — Джон Маккейн та Гілларі Клінтон. У їхньому спільному листі до Нобелівського комітету йшлося, що Ющенко та Саакашвілі «завоювали підтримку народу, відстоюючи демократію, свободу і громадянські права». На відміну від інших українських номінантів, Ющенко претендував на Нобелівську премію миру, а не літератури.

- Мустафа Джемілєв (2011). Його кандидатуру висунув Світовий конгрес кримських татар, 17 професорів із відомих університетів України та інших держав, а також три чинні парламентарі: депутати з України (Борис Тарасюк), Канади (Борис Вжесневський), а також європарламентар із Литви Юстас Палецкіс[7].

- Борис Олійник (2012). Його кандидатуру на здобуття Нобелівської премії з літератури висунула Національна академія наук України за підписом Бориса Патона[8].

- Юлія Тимошенко (2012). Її кандидатуру на Нобелівську премію миру висунула колега по партії Наталя Королевська[9].

- Мустафа Джемілєв (2014). Низка громадських організацій Татарстану (серед них Рада старійшин, Татарський громадський центр та Меджліс татарського народу) висунули лідера кримських татар Мустафу Джемілєва на здобуття Нобелівської премії миру. Вони наголосили, що завдяки Джемілєву «кримські татари стали інтегрованою частиною українського суспільства» і «беруть активну участь у державно-політичному будівництві сучасної України». Крім того Джемілєв є активним учасником врегулювання Кримської кризи.[10]

- Петро Порошенко (2015). Був висунутий спікером  Володимиром Гройсманом на здобуття Нобелівської премії миру[11]. 28 січня 2017 року з'явилася інформація про намагання російських спецслужб завадити присудженню премії Президенту України.[12]

- Ігор Калинець (2015). Висунутий Інститутом Івана Франка НАН України[13].

- Сергій Жадан (2022). Висунутий Комітетом літературознавчих наук Польської академії наук[14][15][16].

### Народилися в Україні
- Михайло Тишкевич (1910, 1911, 1927). Був номінованим на Нобелівську премію миру як засновник та президент київського Товариства прихильників миру[17] Номінаторами його виступили С.Сірчинський, Андрій Богуцький (член Державної ради) та Герхард Бонкал (член парламенту Франції)[18].

- Ісмаїл Гаспринський (1910) — кримськотатарський культурний діяч, що все життя займався в Криму літературно-просвітницькою діяльністю. 1910 року авторитетна група вчених Франції висунула кандидатуру Ісмаїла Гаспринського на здобуття Нобелівської премії. Їх підтримали відомі письменники з країн мусульманського Сходу.

- Максим Ковалевський (1912). Його кандидатуру запропонували члени Російської міжпарламентської групи — за громадсько-політичну діяльність, спрямовану на затвердження ідеалів демократії в Росії[18].

- Іван Франко (1916). Його кандидатуру як «великого Провідника свого народу, міжнародного генія», «справді найвизначнішого письменника сучасної Європи» висунув 26 листопада 1915 р. професор, доктор філософії з Відня Йосип Застирець. Кандидатуру І.Франка підтримав шведський історик Гаральд Єрне (Уппсальський університет), на той час голова Нобелівського комітету. Дослідники називають дві причини, через які Франко так і не удостоївся цієї премії. Перша — це те, що лист від Застиреця прийшов надто пізно, коли список претендентів уже був затверджений. Друга причина — смерть Франка 1916 року. Однак кандидатуру розглядали і на заключному етапі проти І. Франка та чеського поета Отокара Бжезіни виступив той же Гаральд Єрне[19].

- Освальд Бальцер (1926). Кандидатуру польського професора права, уродженця Ходорова, на Нобелівську премію миру подав факультет права Львівського університету (ініціатор — професор П.Домбковський)[18].
- Тадеуш Зелінський (1934, 1935)[20] — російський і польський науковець, дослідник античної культури, корифей російської та польської класичної філології, а також мислитель і громадський діяч. Народився у селі Скрипчинці Канівського повіту (нині — Черкаська область).
- Саул Черниховський (1935, 1937) — єврейський поет, перекладач і лікар; писав івритом. Народився в смт. Михайлівка (Таврійська губернія, нині — Запорізька область). Обидва рази його кандидатуру запропонував Йосип Клаузнер — літературознавець, семітолог та гебраїст, завідувач кафедри івритської літератури в Єврейському університеті в Єрусалимі[21].
- Марк Алданов (1938, 1939, 1947—1957) — російський письменник та літературознавець родом з Києва. Перші дев'ять разів його номінував Іван Бунін — російський письменник, поет і лауреат Нобелівської премії з літератури 1933 року. У 1954—1957 рр. — Самсон Соловейчик — професор російської культури в Університеті Міссурі (Канзас-Сіті)[22].

- Микола Бердяєв (1942—1948) — російсько-французький релігійний філософ, уродженець Обухова. Був номінований на премію у галузі літератури 7 разів шведським ученим Альфом Німаном[sv].
- Леопольд Стафф (1950) — польський поет, драматург і перекладач чеського походження зі Львова[23]. Номінував Ян Парандовський.
- Ян Парандовський (1957, 1959) — польський письменник, есеїст і перекладач зі Львова[24].
- Ярослав Івашкевич (1957, 1963, 1965, 1966, 1969) — польський письменник, перекладач і громадський діяч; праведник народів світу. Уродженець села Кальник (нині Іллінецького району Вінницької області).
- Луї Зон (1959, 1961—1963, 1966) — польський та американський юрист-міжнародник єврейського походження[25]. Родом зі Львова.
- Кароль Александрович (1961, 1962, 1964) — польсько-британський правник, дослідник міжнародного права, голова Банку національної економіки й генеральний директор Європейської центральної організації континентального транспорту[26].
- Анна Ахматова (1965, 1966) — російська поетеса українського походження родом з Одеси, представниця акмеїзму[27].
- Адам Рапацький (1966, 1968) — польський політик, економіст і дипломат, уродженець Львова. Автор проєкту створення безатомної зони в Центральній Європі (включно з Чехословаччиною, Польщею, Східною і Західною Німеччиною). Проект відомий під назвою План Рапацького[28].

- Павло Тичина, Ліна Костенко (1967)[29][30], Іван Драч (1967, 1969)[31] та Микола Бажан (1971)[32]. Кандидатури цих письменників запропонував Омелян Пріцак, широко відомий у світі український вчений-славіст і тюрколог. Бажан, подякувавши Шведській академії літератури за увагу до його особи та творчості, в надісланому листі висловив сумніви в реальності та своєчасності висунення його кандидатури[33].
- Казімеж Вежинський (1968) — польський поет, уродженець Дрогобича. Автор багатьох збірок поезій і книжки про Фредерика Шопена. Олімпійський чемпіон з мистецьких змагань на Літніх Олімпійських іграх 1928 року в Амстердамі, в мистецьких змаганнях з літератури у категорії «Поезія»[34].
- Адам Шафф (1973) — польський марксист. Офіційний ідеолог Польської об'єднаної робітничої партії.

- Олесь Гончар (1991). Заходи щодо його висунення розпочала українська діаспора, після того, як у 1989 році з'явилося нове видання «Собору» англійською мовою[35].

### Вчилися чи працювали в Україні
- Гава Абді (2012) — сомалійська правозахисниця й лікарка. Була висунута на здобуття Нобелівської премії миру. Вчилася медицині у Києві.